# Vartkès
Hovhannès Serengoulian (arménien : Յովհաննէս Սէրէնկիւլեան), aussi connu sous les pseudonymes Vartkès (arménien : Վարդգէս), Gisak et Zarmayr, né en 1871 à Erzurum (Empire ottoman) et mort assassiné en 1915 à Urfa, est un homme politique et militant arménien, député au Parlement ottoman (1908-1915).

## Biographie

### Jeunesse et militantisme révolutionnaire
Hovhannès Serengoulian naît en 1871 à Erzurum. Il fait ses études primaires dans sa ville natale, dans les collèges Ardzinian et Sanassarian. Il se tourne ensuite vers l'enseignement.
Il participe à la manifestation de mai 1890, ce qui lui vaut d'être arrêté puis gracié. Fin 1890, il s'installe à Constantinople, où il continue sa carrière de professeur puis est directeur du collège arménien de Guédik Pacha, fonction qu'il assure sous le nom de H. Zarmayr.
En 1892, il adhère à la Fédération révolutionnaire arménienne (FRA) et est arrêté pour activisme en 1896. Il fait partie d'une nouvelle génération de militants du parti, formée par Hovhannes Yousoufian. En 1896, il est l'un des assaillants lors de la prise de la Banque ottomane et est exfiltré à Marseille.
Vartkès vit ensuite en exil à Genève, puis en Bulgarie et dans le Caucase.
En octobre 1899, via le Caucase puis l'Iran, il retourne clandestinement dans l'Empire ottoman, à Van, où il se voue à la « Sainte cause » de l'activisme révolutionnaire du mouvement de libération nationale arménien. Il arrive sur place début 1900 et réorganise les groupes de fédaïs de la section de la FRA dans le Vaspourakan après la perte du leader Vasken,. Devenu chef du parti de Van sur la période 1901-1903, il est rejoint par Vartan Shahbaz en 1902 puis par Ichkhan et Vahan Papazian en 1903.
À Van, il soutient les idées de Hrayr Tjokhk et coopère avec le parti Arménagan. Il collabore avec les Jeunes-Turcs dans leur lutte contre Abdülhamid II. En 1901, la FRA envisage de le nommer au Comité central de Sassoun.

### Condamné à mort puis emprisonné
Victime d'une délation, blessé à la jambe, Vartkès est arrêté le 5 janvier 1903 (ou le 31 décembre 1902) et condamné à mort. Après l'intervention de ses amis français, sa peine est commuée en prison à vie et il est incarcéré : on retrouve ainsi sa trace à Van jusqu'en 1905, puis à Ergani Maden en 1907 et à Diyarbakır en 1908. Dans ses mémoires, Vahan Papazian raconte comment des membres de la FRA tentent de le libérer en 1908. Il parvient toutefois à continuer son activisme via une correspondance clandestine.

### Retour à la liberté et carrière politique
Après la Révolution des Jeunes-Turcs et la proclamation de la nouvelle constitution en 1908, Vartkès est libéré et participe aux célébrations à Diyarbakır aux côtés des officiels Jeunes-Turcs locaux.
Vartkès part ensuite à Constantinople. Là, il participe à l'organe officiel de la FRA, Azadamard. Il est élu à l'Assemblée nationale arménienne et, avec Armen Garo, à la Chambre des députés de l'Empire ottoman pour Erzurum. Avec ses collègues députés arméniens, il dépose le 19 avril 1909 une motion demandant l'arrêt des massacres d'Adana et les dénonce à la tribune : « Si nous ne punissons pas les personnes responsables de tels actes, qui engendrent la haine entre les différents éléments ottomans, ce genre d'évènements douloureux risque de se reproduire ailleurs ». La veille, il rend visite avec d'autres députés à Mahmoud Chevket Pacha afin que des soldats soient envoyés en Cilicie pour y rétablir l'ordre, troupes qui arrivent sur place le 25 avril, au grand (mais bref) soulagement de la population arménienne locale persécutée. Avec Krikor Zohrab et Hampartsoum Boyadjian, il est chargé par l'Assemblée nationale arménienne d'entamer des démarches auprès des députés turcs pour obtenir des réparations.
Son activité parlementaire est aussi marquée, outre la défense de ses compatriotes, par son soutien pour la mise en place de syndicats ouvriers dans l'Empire ottoman : il défend ainsi en juillet 1909 avec son collègue Krikor Zohrab une proposition de loi en ce sens.
Lors de la contre-révolution ottomane de 1909, il recueille chez lui Halil Bey, dirigeant Jeune-Turc.
Début 1912, il est emprisonné pendant deux jours en qualité de directeur de la publication du journal Azadamard, dans lequel il aurait signé des articles trop critiques au goût du gouvernement.
Lors des élections législatives du printemps 1912, il se présente de nouveau à Erzerum avec Armen Garo, avec le soutien de la FRA et du CUP, et ils sont tous les deux réélus.
Il joue un rôle central dans la négociation du projet de réformes en Arménie ottomane.
Le 2 novembre 1914, peu après l'entrée en guerre de l'Empire ottoman dans la Première Guerre mondiale, Vartkès participe à une réunion aux côtés de nombreux notables arméniens à l'église arménienne de Galata face à l'urgence de la situation. Les notables réunis décident de communiquer au gouvernement ottoman un message l'assurant de la loyauté des Arméniens. Mais cela n'empêche pas les élites arméniennes d'être sur leurs gardes. Selon Krikor Zohrab au début de la guerre, un Arménien anonyme serait venu voir Vartkès pour lui demander comment réagir s'il était pris pour cible ; après avoir discuté de plusieurs options, l'homme dit « Dieu est miséricordieux », ce à quoi Vartkès répond : « Tout le monde dit ça. Le monde baigne dans le sang et Dieu est miséricordieux. Et si Dieu n'était pas miséricordieux ? ».
Face au désarmement des soldats arméniens de l'armée ottomane et aux premiers massacres, les notables arméniens, en particulier religieux, demandent des comptes au gouvernement et tentent de s'organiser. Le patriarche arménien de Constantinople Zaven Ier Der Eghiayan convoque le 23 avril 1915 un conseil auquel participe Vartkès, conseil qui décide qu'il faut convaincre l’État ottoman de la fidélité des Arméniens et qu'il faut lui demander des comptes.

### Arrestation et exécution
Lors de la rafle des intellectuels arméniens du 24 avril, qui marque le début du génocide arménien, Vartkès est l'un des rares, avec Krikor Zohrab, à ne pas être arrêté, peut-être pour être gardés « en réserve dans le cas où les évènements tourneraient en la défaveur de l'empire » comme l'historien Raymond Kévorkian en fait l'hypothèse. En mai, Vartkès et Krikor Zohrab sont les seules personnalités de poids de l'élite arménienne stambouliote encore présentes. À présent convaincus des réelles intentions du gouvernement jeune-turc, ils refusent toutefois de quitter le pays malgré les pressions de leur entourage (Bedri bey, préfet de police, conseille à Vartkès de quitter la capitale) et interpellent les membres du gouvernement au sujet des exactions subies par les Arméniens. Ils rencontrent notamment Talaat Pacha et cherchent à récupérer l'argent saisi lors de la perquisition des bureaux du journal Azadamard, argent qu'il récupère le 21 mai des mains de Bedri bey. Le 12 mai 1915, Vartkès rencontre de nouveau Talaat, qui l'informe du projet de l'extermination des Arméniens et dit à son interlocuteur interloqué vouloir ainsi continuer l’œuvre du sultan Abdülhamid II.
Le soir du 2 juin 1915, les deux hommes sont interpellés à leur domicile. Ils transitent au commissariat de Galatasaray puis sont envoyés par bateau à la gare de Haydarpaşa sous escorte policière. Leur destination est officiellement la ville de Diyarbakır, afin d'y être jugés par une cour martiale,. Ils arrivent à Konya le 9 juin puis peu après à Adana. Là, ils reçoivent la visite du chancelier de l'archevêché, qui raconte plus tard que Vartkès est alors « égal à lui-même, fataliste et courageux, peu sensible à la perspective d'une mort prochaine ».
Ils passent ensuite un mois à Alep, du 16 juin au 16 juillet, où ils logent dans un hôtel grâce au vali Djelal bey, un de leurs amis. Djelal bey et d'autres tentent d'intercéder en leur faveur auprès de Talaat et Djemal Pacha, sachant pertinemment le sort qui les attendait s'ils quittaient Alep. Talaat convoque Djelal à Constantinople et, le jour même de son départ, Krikor Zohrab et Vartkès sont emmenés dans une prison à Urfa. Invités à un dîner par un autre député, Mahmud Nedine, ils sont arrêtés par des policiers au domicile de ce dernier.
Peu après avoir quitté Urfa, ils sont assassinés semble-t-il le 2 août 1915 (19 juillet 1915 dans le calendrier julien) par Çerkez Ahmed sur la route de Diyarbakır, à deux heures de leur ville de départ, dans la gorge de Seytan deresi. Ce dernier raconte : « J'ai fait éclater le cerveau de Vartkès avec mon pistolet Mauser, puis j'ai saisi Zohrab, je l'ai jeté à terre et je lui ai écrasé la tête avec une grosse pierre jusqu'à ce qu'il meure ».
Talaat Pacha autorise la femme de Vartkès à partir en Bulgarie, tandis que sur place, Tahsin, docteur municipal d'Urfa, reçoit l'ordre de rédiger de faux actes de décès.